# Октабромид триниобия
Октабромид триниобия — неорганическое соединение, 
соль металла ниобия и бромистоводородной кислоты
с формулой Nb3Br8,
чёрные кристаллы,
не растворяется в воде, кислотах и щелочах.

## Получение
- Действие брома на ниобий в градиенте температур:

{\displaystyle {\mathsf {3Nb+4Br_{2}\ {\xrightarrow {760-800^{o}C}}\ Nb_{3}Br_{8}}}}

## Физические свойства
Октабромид триниобия образует чёрные кристаллы нескольких модификаций:
- α-Nb3Br8
- β-Nb3Br8, тригональная сингония, пространственная группа R 3m, параметры ячейки a = 0,70787 нм, c = 3,8957 нм, Z = 6 [1].

α-Nb3Br8 имеет большую область гомогенности.
В молекуле Nb3Br8 атомы ниобия образуют треугольники, длина связи Nb-Nb 0,288 нм.
Не растворяется в воде, кислотах и щелочах.